# Lista de prefeitos de Pedra Branca do Amapari
Esta é a lista de prefeitos do município de Pedra Branca do Amapari, estado brasileiro do Amapá.
| Nº | Nome                                                           | Imagem                | Partido                                          | Início do mandato      | Fim do mandato                                                              | Observações                                                            |
| 1  | Sérgio Dourado dos Santos                                      |                       | Partido do Movimento Democrático Brasileiro PMDB | 1° de maio de 1992     | 31 de dezembro de 1996                                                      | Prefeito eleito em sufrágio universal                                  |
| 2  | Juarez Gomes (Macapá, 22.07.1955–)                             |                       | Partido Socialista Brasileiro PSB                | 1° de janeiro de 1997  | 31 de dezembro de 2000                                                      | Prefeito eleito em sufrágio universal                                  |
| 3  | Maria do Socorro Pelaes (Macapá, 18.11.1954–)                  |                       | Partido da Social Democracia Brasileira PSDB     | 1° de janeiro de 2001  | 31 de dezembro de 2004                                                      | Prefeita eleita em sufrágio universal                                  |
| 4  | Antônio José Siqueira da Silva, Zezinho (Bacabal, 06.09.1969–) |                       | Partido Verde PV                                 | 1° de janeiro de 2005  | 31 de dezembro de 2008                                                      | Prefeito eleito em sufrágio universal                                  |
| 4  | Antônio José Siqueira da Silva, Zezinho (Bacabal, 06.09.1969–) | 1° de janeiro de 2009 | Partido Verde PV                                 | 5 de maio de 2011      | Prefeito reeleito em sufrágio universal, cassado por compra de votos no TSE |                                                                        |
| 5  | Maria do Socorro Pelaes (Macapá, 18.11.1954–)                  |                       | Partido Trabalhista Nacional PTN                 | 6 de maio de 2011      | 31 de dezembro de 2012                                                      | Segunda colocada nas eleições de 2008, que assumiu a cargo de Prefeita |
| 6  | Genival Gemaque Santana (Pedra Branca do Amapari, 28.01.1978–) |                       | Partido da República PR                          | 1° de janeiro de 2013  | 31 de dezembro de 2016                                                      | Prefeito eleito em sufrágio universal                                  |
| 7  | Elizabeth Pelaes dos Santos, Beth Pelaes (Macapá, 17.06.1983–) |                       | Partido do Movimento Democrático Brasileiro PMDB | 1° de janeiro de 2017  | 31 de dezembro de 2020                                                      | Prefeita eleita em sufrágio universal                                  |
| 7  | Elizabeth Pelaes dos Santos, Beth Pelaes (Macapá, 17.06.1983–) | Democratas DEM        | 1° de janeiro de 2021                            | 31 de dezembro de 2024 | Prefeita reeleita em sufrágio universal                                     |                                                                        |
| 8  | Marcelo Pantoja dos Santos (Belém, 30.04.1983–)                |                       | União Brasil UNIÃO                               | 1° de janeiro de 2025  | Atualidade                                                                  | Prefeito eleito em sufrágio universal                                  |